# Richard Forlán
Richard Santiago Forlán Resova (17 ottobre 1950) è un ex calciatore uruguaiano, di ruolo centrocampista.

## Carriera

### Club
Ha giocato nella massima serie dei campionati uruguaiano, argentino ed ecuadoriano.

### Nazionale
Dal 1974 al 1976 ha giocato 7 partite con Nazionale uruguaiana, prendendo parte alla Copa América 1975.